# Jockey Club de Hong Kong
El Jockey Club de Hong Kong (HKJC, en chino tradicional, 香港賽馬會)  es una de las instituciones más antiguas de Hong Kong, la misma fue fundada en 1884 con el objetivo de promover las carreras de caballos. En 1959 se le reconoció como institución real y fue renombrada "Real Jockey Club de Hong Kong" (英皇御准香港賽馬會). 
En 1996 el nombre de la institución fue cambiado nuevamente al nombre original a causa de la transferencia de soberanía de Hong Kong en 1997. La institución administra el Hipódromo de Sha Tin y el Hipódromo del Valle Feliz. El club es una organización sin ánimo de lucro (OSAL), que ofrece entretenimiento en carreras de caballos, deportes y apuestas en Hong Kong. El club tiene un monopolio, otorgado por el Gobierno de Hong Kong, para apostar en las carreras de caballos, la lotería Mark Six y apuestas de cuotas fijas en eventos de fútbol en el extranjero. 
La organización es el mayor contribuyente de Hong Kong, así como el mayor benefactor de la comunidad Hong Kong. El Hong Kong Jockey Club Charities Trust donó un récord de 3.600 millones de dólares de Hong Kong en 2014, para apoyar las diferentes necesidades de la sociedad y contribuir al progreso de Hong Kong. El club también identifica, financia y desarrolla activamente proyectos, que anticipan y abordan los problemas sociales y las necesidades más apremiantes de la Región Administrativa Especial de Hong Kong. El Hong Kong Jockey Club también ofrece sus instalaciones para llevar a cabo diversas actividades sociales, deportivas y recreativas, a sus aproximadamente 23.000 miembros. El club es el contribuyente individual más grande de Hong Kong, y uno de los principales empleadores de la ciudad. El Charities Trust es también uno de los diez principales donantes de caridad del Mundo.

## Galería de imágenes

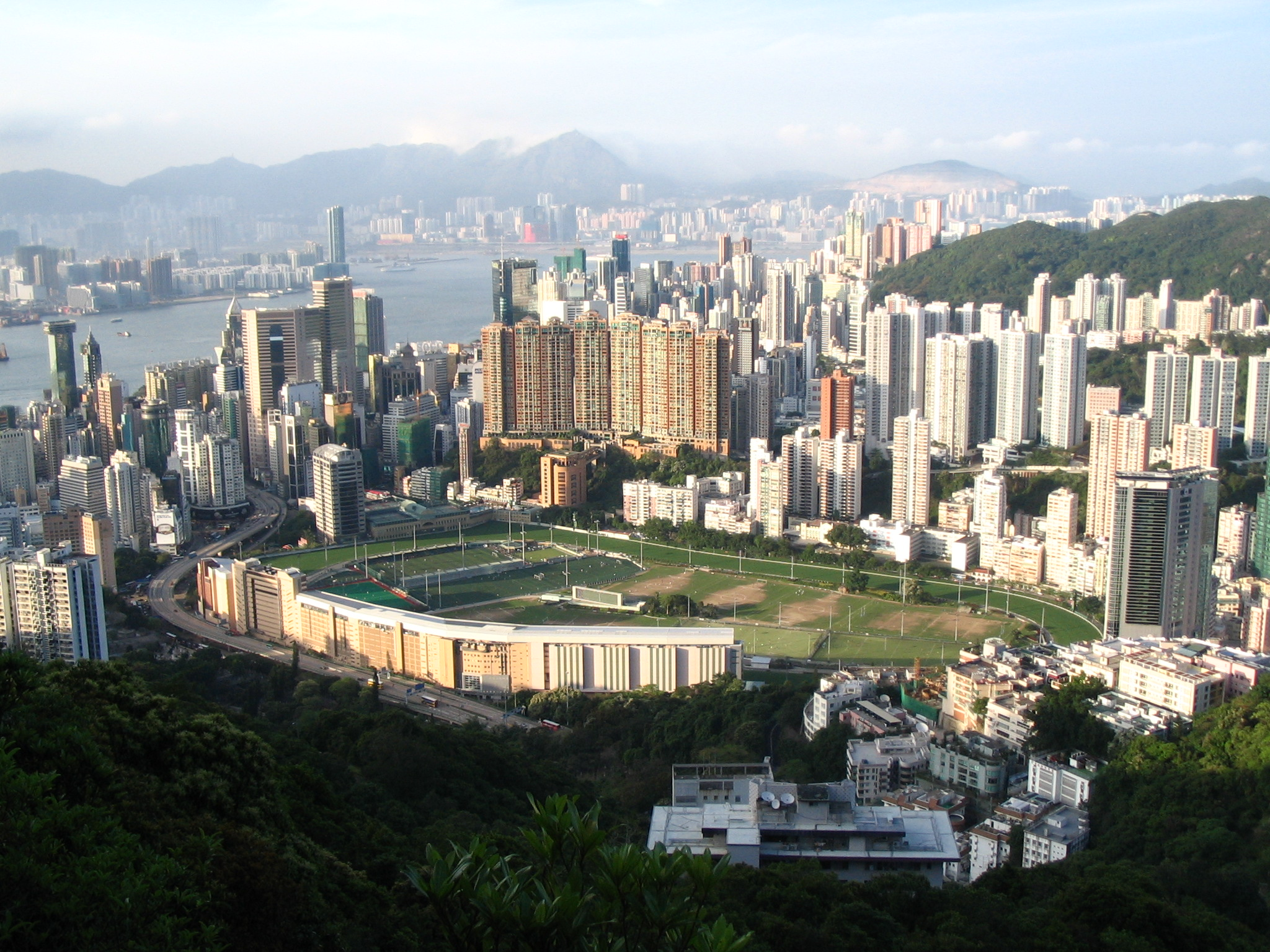
Hipódromo del Valle Feliz.

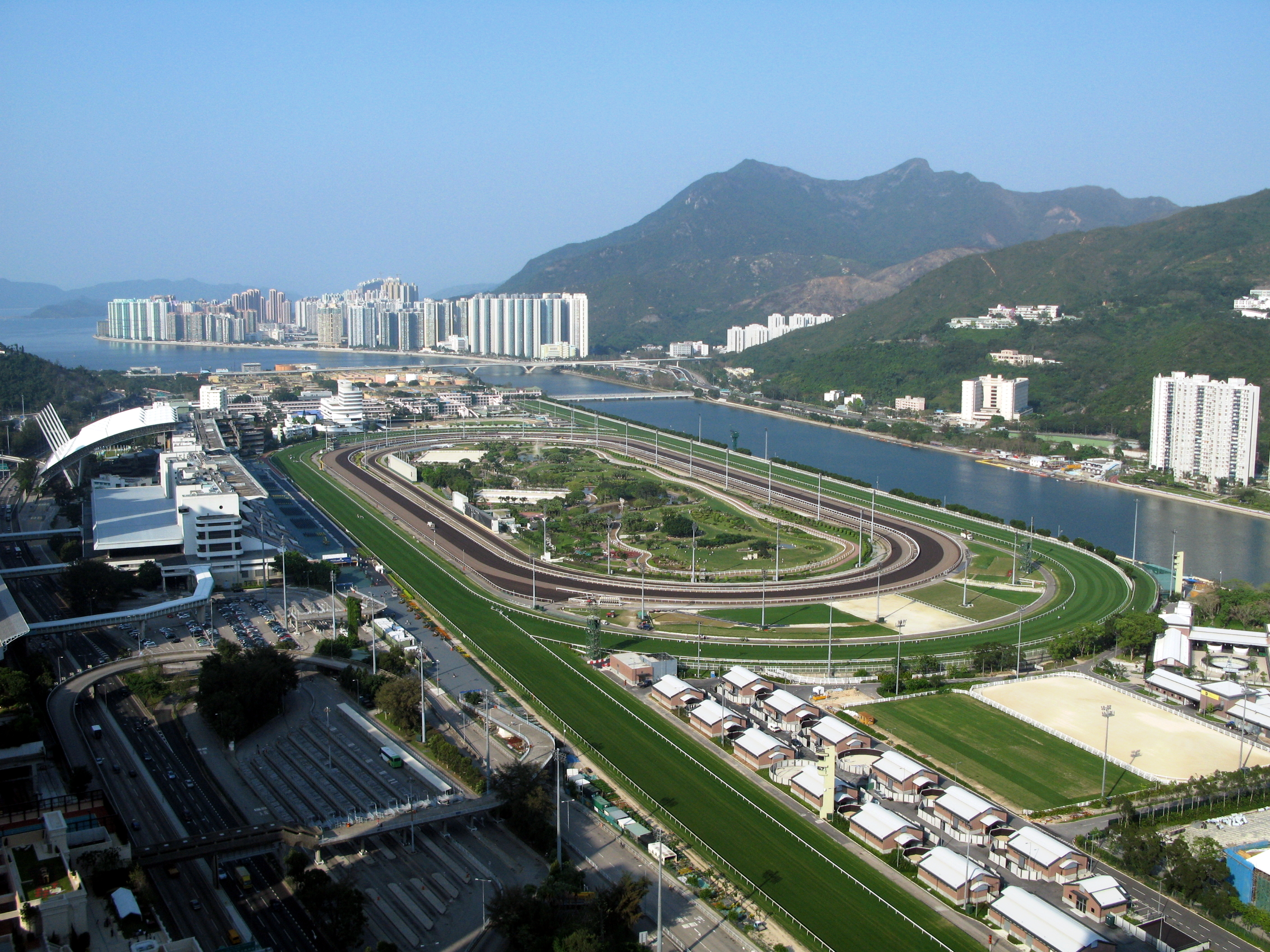
Hipódromo de Sha Tin.